# San Breijo de Parga
Parga (llamada oficialmente San Breixo de Parga) es una parroquia española del municipio de Guitiriz, en la provincia de Lugo, Galicia.

## Otras denominaciones
La parroquia también es conocida por los nombres de Sambreixo  y San Breijo de Parga.

## Organización territorial
La parroquia está formada por catorce entidades de población, constando nueve de ellas en el nomenclátor del Instituto Nacional de Estadística español:

### Entidades de población
Entidades de población que forman parte de la parroquia:
- Alfonsares
- Bandoncel
- Canto do Muro (O Canto do Muro)
- Carballo (O Carballo)
- Costoiras
- Cotón (O Cotón)
- Eirexe (A Eirexe)
- Penas (As Penas)
- Rego da Viña (O Rego da Viña)
- San Alberte (Santo Alberto)
- Sobreouteiro
- Toar

### Despoblados
Despoblados que forman parte de la parroquia:
- Cortella (A Cortella)
- Fonte (A Fonte)

## Demografía
| Gráfica de evolución demográfica de Parga entre 2000 y 2020 |
|                                                             |
| Datos según el nomenclátor publicado por el INE.            |